# 矽鎢酸
矽鎢酸（英語：Silicotungstic acid）是一種含有矽和鎢的雜多酸，其化學式為H4[W12SiO40]，矽鎢酸會形成水合物H
4[SiW
12O
40] ·  nH
2O，剛製備好的矽鎢酸，n大約是29，在長時間脫水後，n會為6。矽鎢酸是白色固體，但若有雜質時，會是淺黃色的固體，在化學工業中常作為催化劑。

## 應用
矽鎢酸可用來催化由乙酸及乙烯製備乙酸乙酯的反應：
C2H4 + CH3COOH → CH3COOC2H5
在將乙烯氧化製備醋酸時會用矽鎢酸為催化劑：:
C2H4 + O2 → CH3COOH
此方式聲稱較蒙山都法要符合綠色化學的需求。矽鎢酸分散在矽膠中，重量百分比為20-30%時，其催化效果最好。

## 合成和結構
矽鎢酸可以由矽酸鈉和三氧化鎢混合，再加入鹽酸來製備。矽鎢酸是Keggin結構的雜多酸，屬於Td點群。